# Gerhard Kaske
Gerhard Kaske (* 7. November 1925 in Parchwitz, Landkreis Liegnitz, Niederschlesien; † Anfang Januar 2019) war ein deutscher Chemiker, Physiker und Heimatforscher.

## Leben
Kaske stammte aus einer alteingesessenen schlesischen Familie. In Parchwitz besuchte er zunächst die Volksschule und wechselte dann auf das Johanneum in Liegnitz. Im Jahr 1943 wurde er als 18-Jähriger zum Militärdienst im Zweiten Weltkrieg eingezogen. Nach seiner Kriegsteilnahme machte er in Riesa (Sachsen) nachträglich sein Abitur. Anschließend studierte er von 1951 bis 1957 Physik, Chemie und Mathematik an der Freien Universität Berlin und schloss als Diplom-Physiker ab.

### Berufslaufbahn
Im Jahr 1957 begann er seine berufliche Laufbahn als Betriebsleiter bei den „Chemischen Werken Hüls“ in Marl (Nordrhein-Westfalen). 1964 wurde er an der Technischen Hochschule Hannover zum Dr. Ing. promoviert. Seine Dissertation vom 25. Februar 1964 trug den Titel Enthalpie und Gleichgewicht von Flüssigkeit und Dampf realer Vielstoffgemische (Fakultät für Maschinenwesen der Technischen Hochschule, 1964).
Bei den Chemischen Werken Hüls machte Kaske Karriere: 1971 wurde er Direktor der Sparte „Basischemikalien“, später des Bereichs „Grundstoffe/Anorganica“. Von 1989 bis 1990 war er Direktor der Sparte „Qualitätswesen“. Zusätzlich war er Geschäftsführer der „Katalysatorenwerke Houdry-Hüls GmbH“ in Marl. Aufgrund seines Wissens saß er in mehreren technischen Beiräten und wirkte in wissenschaftlichen Gesellschaften mit.
Nach der deutschen Wiedervereinigung besorgte Kaske in der Treuhandanstalt in Berlin die Privatisierung von Betrieben für Industriechemikalien und Agrochemie. Außerdem leitete er die Arbeitsgruppe „Ökonomie und Ökologie“ innerhalb der Großchemie. Im Jahr 1991 arbeitete Kaske an der Neugründung der „Simson Fahrzeugwerke GmbH“ in Suhl (Thüringen) mit. 1992 gründete er als Geschäftsführender Gesellschafter in Bad Muskau die „KMS Formbau GmbH Qualitätswerkzeuge zur Kunststoffverarbeitung“. Im Jahr 1993 wurde er Mitglied des Beirats, später der Geschäftsleitung der „Kurt Schwabe-Stiftung“ in Meinsberg (Sachsen). 1996 wurde Kaske Mitglied des Fachbeirats, später des Vorstands der „Fördergemeinschaft für das Formenbau- und Werkzeugtechnik-Zentrum Zittau“.

### Privatleben
Kaske heiratete in Bonn am 14. April 1966 die Diplom-Kauffrau und Studienrätin Jutta von Hinüber, die Tochter des Oberlandesgerichtsrats Dr. jur. Harald von Hinüber (1898–??) und der Ingeborg von Hagen (1904–1996).
Als Privatmann blieb Kaske seiner schlesischen Heimat verbunden und war von 1974 bis 1984 Heimatkreisvertrauensmann für den Landkreis Liegnitz. 1974 wurde er Mitglied der „Bundesgruppe Liegnitz – Stadt und Land e.V.“ in Wuppertal und 1976 deren Erster Vorsitzender. In diesem Amt bemühte er sich um den Zusammenhalt der ehemaligen Einwohner des Stadt- und Landkreises Liegnitz. Zum Erhalt der kulturellen Traditionen wurde auf Kaskes Initiative das Heimatmuseum „Liegnitzer Sammlung Wuppertal“ gegründet. Das „Liegnitzer Archiv“ konnte durch Kaskes Finanzierung aus dem Rathaus in die „Liegnitzer Sammlung“ überführt werden, deren Arbeitskreis er als Erster Vorsitzender leitete.
Von 1983 bis 1997 war Kaske Mitglied des Präsidiums, von 1985 bis 1997 Vizepräsident des Schlesischen Kreis-, Städte- und Gemeindetages. Von 1990 bis 1994 war er Schatzmeister der Landsmannschaft Schlesien in Königswinter.
Zuletzt lebte Kaske wieder in Marl. Er sammelte Dokumente zur Industriegeschichte Schlesiens.

## Veröffentlichungen (Auswahl)
In seinen wissenschaftlichen Arbeiten konzentrierte sich Kaske auf Kohleveredelung, der Herstellung von Wasserstoff und der Azetylengewinnung. Mehrere wissenschaftliche Artikel waren dem Thema Wasserstoff als Energieträger gewidmet.
Außerdem veröffentlichte er:
- Liegnitz – Bilder aus der Geschichte einer Stadt, mit O. H. Paetzold, in: Beiträge der Liegnitzer Geschichte, Band 9, Historische Gesellschaft Liegnitz, Verlag G. Weber, Lorch 1979, ISBN 3878880391
- Die Liegnitzer Landschaft und ihre Menschen, in: Beiträge der Liegnitzer Geschichte, Band 9, Historische Gesellschaft Liegnitz, Lorch 1979
- Liegnitz – Die schlesische Gartenstadt, mit Horst Hiller, in: Ostdeutsche Städtebilder, Westkreuz-Verlag Berlin/Bonn, Bad Münstereifel 1992, Neuauflage 1997, ISBN 3-922131-80-8
- 300 Jahre Ritterakademie Liegnitz, mit Hubert Unverricht, in: Beiträge zur Liegnitzer Geschichte, Band 39, Verlag Henske-Neumann, Hofheim (Taunus) 2009, ISBN 978-3-9813078-0-1

## Auszeichnungen
- 1. Niederschlesischen Unternehmerpreis (1998)
- Bundesverdienstkreuz am Bande
- Silberne und goldene Ehrennadel der Bundesgruppe Liegnitz der Landsmannschaft Schlesien
- Schlesierkreuz